# Hög
Hög ist ein Ortsteil des Marktes Reichertshofen im oberbayerischen Landkreis Pfaffenhofen an der Ilm.
Das Pfarrdorf Hög hat 320 Einwohner (Stand zum 28. Februar 2025, Quelle: Homepage Marktgemeinde Reichertshofen).

## Geographie und Verkehrsanbindung
Hög liegt östlich des Kernortes Reichertshofen. Westlich verläuft die A 9 und nordwestlich die B 300. Die Staatsstraße 2049 verläuft unter anderem durch das zum Ortsteil Hög gehörende Ronnweg. Auch die Bahnstrecke München–Treuchtlingen verläuft durch den Ort. Bis zu seiner Schließung und dem Abriss im Jahr 1985 hatte die Ortschaft Hög dort einen eigenen Haltepunkt. Der Bahnübergang, der bereits Bestand hatte, als der Bahnhof noch vorhanden war, wurde im Jahr 1997 durch eine Bahnunterführung ersetzt. 
Am südlichen Ortsrand fließt der Moosgraben.
Zum Ortsteil Hög gehören die Ortschaften Ronnweg, Dörfl und das Feilenmoos. Mit ihnen zusammen hat der Ortsteil Hög ca. 700 Einwohner. 

## Geschichte
Hög (Heg oder Hoeg = Umfriedung, Hecke) wurde urkundlich schon um 1200 erwähnt. Das Dorf gehörte einst dem Geschlecht derer von Hege an. Nach deren Aussterben um 1300 wurde es dem Kloster Geisenfeld zugeordnet.
Hög war eine selbstständige Gemeinde, zu der die Dörfer Dörfl und Ronnweg gehörten. Am 1. Juli 1972 schloss sich Hög mit beiden Ortsteilen der Marktgemeinde Reichertshofen an.

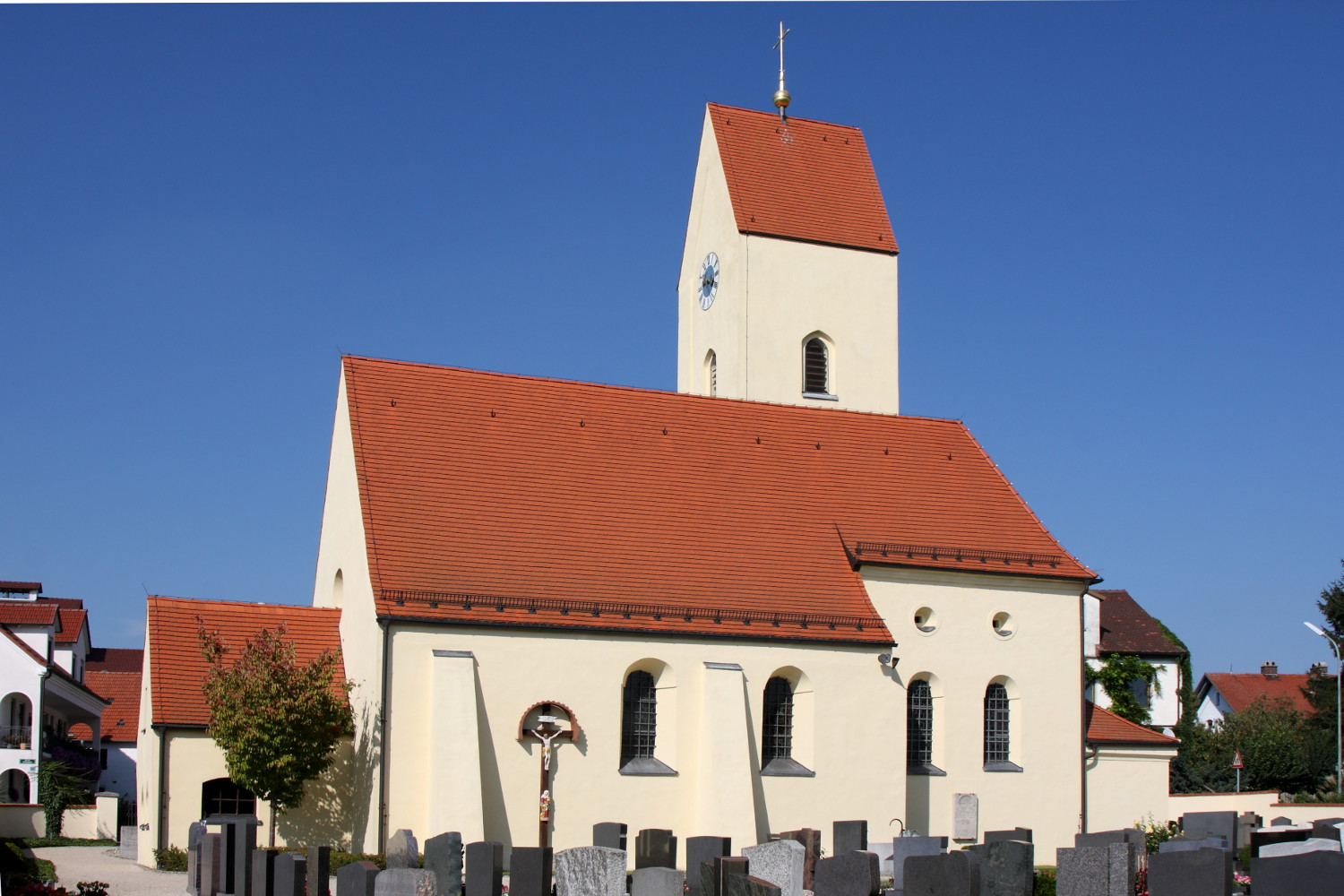
Katholische Pfarrkirche St. Nikolaus

## Sehenswürdigkeiten
In die Liste der Baudenkmäler in Reichertshofen ist für Hög die katholische Pfarrkirche St. Nikolaus mit ihrer Ausstattung als Baudenkmal eingetragen, eine im Kern gotische Saalkirche aus dem 14./15. Jahrhundert, die im Jahr 1690 eine barocke Umgestaltung erfahren hat.

## Bodendenkmäler
Siehe: Liste der Bodendenkmäler in Reichertshofen

## Vereine
- Freiwillige Feuerwehr Hög e. V.[3], gegründet am 2. April 1897; ca. 35 Feuerwehrleute leisten 20 bis 30 Einsätze pro Jahr. Im Juli 1997 wurde das 100-jährige Gründungsfest der FF Hög groß gefeiert, zahlreiche Vereine nahmen am Gründungsfest teil. Am 15. Mai 2010 wurde das (neue und moderne) Feuerwehrhaus in Hög eingeweiht. Im Jahr 2016 erhielt die FF Hög ein gebrauchtes LF 8/6 von der FF Langenbruck für den Einsatzdienst.
- Schützenverein Alt-Hög e. V., gegründet 1933, ca. 180 Mitglieder. Im Jahr 2007 wurde das 75-jährige Gründungsfest des Schützenvereins Alt - Hög e. V. gefeiert, im an Hög angrenzenden Ortsteil Ronnweg wurde ein großes Zelt aufgestellt. Zahlreiche Vereine nahmen am Jubiläumsfest teil.
- VdK Sozialverband Bayern e. V. Ortsverband Hög
- Jagdgenossenschaft Hög I und Jagdgenossenschaft Hög II
- Burschenverein Hög, (wieder-)gegründet im August 2020
- ehemals KSB (Krieger-, Soldaten- und Bürgerverein) Hög, aufgelöst im Jahr 2022, der Vorstandsposten konnte nicht mehr besetzt werden.